# Elisabeth Nelson-Linnet
Elisabeth Nelson-Linnet, född 28 november 1922 i Malmö, död 17 mars 2004, var en svensk målare.
Hon var från 1951 gift med den danske skulptören Peder Linnet. Hon studerade vid Otte Skölds målarskola i Stockholm och vid den danska konstakademien i Köpenhamn 1945-1952 samt under studieresor till Nederländerna, Schweiz, Österrike och Tyskland. Separat ställde hon ut ett flertal gånger i Köpenhamn och hon medverkade i Helsingborgs konstförenings vårutställningar på Vikingsberg, Kunstnernes efterårsudstilling i Köpenhamn  samt i Nationalmuseums utställning Unga tecknare. Hennes konst består av stilleben, porträtt, stadsbilder, djur och landskapstolkningar.   